# Drew Dober
Andrew Martin Dober (Omaha, 19 ottobre 1988) è un lottatore di arti marziali miste statunitense.
Combatte nella categoria dei pesi leggeri per l'organizzazione statunitense UFC. In precedenza ha militato per Bellator e per Titan FC.

## Biografia
Nato e cresciuto ad Omaha inizia ad interessarsi alle arti marziali a 14 anni praticando il Muay Thai, per poi aggiungere lotta libera una volta raggiunte le superiori. Inoltre è cintura viola di Jiu jitsu brasiliano.

## Carriera nelle arti marziali miste
Prima di diventare professionista inanella un record di 9-0 negli incontri amatoriali.

### Bellator MMA
Dober debutta nel suo unico incontro in Bellator il 29 aprile 2010, a Bellator 16 do ve batte Nick Nolte per sottomissione al primo round.

### Federazioni indipendenti
Nei successivi tre anni, accumula un record di 12-2 in varie promozioni tra cui la Victory Fighting Championship e la Titan Fighting Championship.

### The Ultimate Fighter
Nel febbraio 2012 è stato annunciato che Dober sarebbe entrato a far parte del programma The Ultimate Fighter 15. Fu sconfitto nel turno preliminare da Daron Cruickshank per decisione unanime.

### Ultimate Fighting Championship
Dober debutta ufficialmente in UFC il 30 novembre 2013 a The Ultimate Fighter 18 Finale dove viene sconfitto da Sérgio Moraes per decisione unanime.

## Risultati nelle arti marziali miste
| Risultato  | Record    | Avversario            | Metodo                                    | Evento                                                 | Data              | Round | Tempo | Città                       | Note                                                                                 |
| ---------- | --------- | --------------------- | ----------------------------------------- | ------------------------------------------------------ | ----------------- | ----- | ----- | --------------------------- | ------------------------------------------------------------------------------------ |
| Sconfitta  | 27-15 (1) | Manuel Torres         | KO tecnico (pugni)                        | UFC on ESPN: Moreno vs. Erceg                          | 29 marzo 2025     | 1     | 1:45  | Mexico City, Messico        |                                                                                      |
| Sconfitta  | 27-14 (1) | Jean Silva            | KO tecnico (stop medico)                  | UFC on ESPN: Namajunas vs. Cortez                      | 13 luglio 2024    | 3     | 1:28  | Denver, Stati Uniti         | Fight of the Night                                                                   |
| Sconfitta  | 27-13 (1) | Renato Moicano        | Decisione (Unanime)                       | UFC Fight Night: Dolidze vs. Imavov                    | 03 febbraio 2024  | 3     | 5:00  | Las Vegas, Stati Uniti      |                                                                                      |
| Vittoria   | 27-12 (1) | Ricky Glenn           | KO tecnico (pugni)                        | UFC Fight Night: Dawson vs. Green                      | 7 ottobre 2023    | 1     | 2:36  | Las Vegas, Stati Uniti      | Performance of the Night                                                             |
| Sconfitta  | 26-12 (1) | Matt Frevola          | KO tecnico (pugni)                        | UFC 288                                                | 6 maggio 2023     | 1     | 4:08  | Newark, Stati Uniti         |                                                                                      |
| Vittoria   | 26-11 (1) | Bobby Green           | KO (pugni)                                | UFC Fight Night: Cannonier vs. Strickland              | 17 dicembre 2022  | 2     | 2:45  | Las Vegas, Stati Uniti      | Fight of the Night                                                                   |
| Vittoria   | 25-11 (1) | Rafael Alves          | KO (pugno al corpo)                       | UFC 277                                                | 30 luglio 2022    | 3     | 1:30  | Dallas, Stati Uniti         | Performance of the Night                                                             |
| Vittoria   | 24–11 (1) | Terrance McKinney     | TKO (Ginocchiata e pugni)                 | UFC Fight Night: Santos vs. Ankalaev                   | 12 marzo 2022     | 1     | 3:17  | Las Vegas, Stati Uniti      |                                                                                      |
| Sconfitta  | 23-11 (1) | Brad Riddell          | Decisione (unanime)                       | UFC 263: Adesanya vs. Vettori 2                        | 12 giugno 2021    | 3     | 5:00  | Glendale, Stati Uniti       | Fight of the Night                                                                   |
| Sconfitta  | 23-10 (1) | Islam Machačev        | Sottomissione (arm-triangle choke)        | UFC 259: Błachowicz vs. Adesanya                       | 6 marzo 2021      | 3     | 1:37  | Las Vegas, Stati Uniti      |                                                                                      |
| Vittoria   | 23-9 (1)  | Alexander Hernandez   | KO tecnico (pugni)                        | UFC Fight Night: Smith vs. Teixeira                    | 13 maggio 2020    | 2     | 4:25  | Jacksonville, Stati Uniti   | Performance of the Night.                                                            |
| Vittoria   | 22-9 (1)  | Nasrat Haqparast      | KO (pugni)                                | UFC 246: McGregor vs. Cowboy                           | 18 gennaio 2020   | 1     | 1:10  | Las Vegas, Stati Uniti      | Performance of the Night.                                                            |
| Vittoria   | 21-9 (1)  | Marco Polo Reyes      | KO tecnico (pugni)                        | UFC on ESPN: Ngannou vs. dos Santos                    | 29 giugno 2019    | 1     | 1:07  | Minneapolis, Stati Uniti    |                                                                                      |
| Sconfitta  | 20-9 (1)  | Beneil Dariush        | Sottomissione (triangle armbar)           | UFC Fight Night: Lewis vs. dos Santos                  | 9 marzo 2019      | 2     | 4:41  | Wichita, Stati Uniti        |                                                                                      |
| Vittoria   | 20-8 (1)  | Jon Tuck              | Decisione (unanime)                       | UFC Fight Night: Gaethje vs. Vick                      | 25 aprile 2018    | 3     | 5:00  | Lincoln, Stati Uniti        |                                                                                      |
| Vittoria   | 19-8 (1)  | Frank Camacho         | Decisione (unanime)                       | UFC on Fox: Jacaré vs. Brunson 2                       | 27 gennaio 2018   | 3     | 5:00  | Charlotte, Stati Uniti      | Incontro pesi welter. Fight of the Night.                                            |
| Vittoria   | 18-8 (1)  | Josh Burkman          | KO (pugno)                                | UFC 214: Cormier vs. Jones 2                           | 29 luglio 2017    | 1     | 3:04  | Anaheim, Stati Uniti        |                                                                                      |
| Sconfitta  | 17-8 (1)  | Olivier Aubin-Mercier | Sottomissione (rear-naked choke)          | UFC 206: Holloway vs. Pettis                           | 10 dicembre 2016  | 2     | 2:57  | Toronto, Canada             |                                                                                      |
| Vittoria   | 17-7 (1)  | Jason Gonzalez        | KO (pugni)                                | UFC 203: Miocic vs. Overeem                            | 10 settembre 2016 | 1     | 1:45  | Cleveland, Stati Uniti      |                                                                                      |
| Vittoria   | 16-7 (1)  | Scott Holtzman        | Decisione (unanime)                       | UFC 195: Lawler vs. Condit                             | 2 gennaio 2016    | 3     | 5:00  | Las Vegas, Stati Uniti      |                                                                                      |
| Sconfitta  | 15-7 (1)  | Efrain Escudero       | Sottomissione (standing guillotine choke) | UFC 188: Velasquez vs. Werdum                          | 13 giugno 2015    | 1     | 0:54  | Città del Messico, Messico  |                                                                                      |
| No Contest | 15-6 (1)  | Leandro Silva         | No Contest                                | UFC Fight Night: Maia vs. LaFlare                      | 21 marzo 2015     | 2     | 2:45  | Rio de Janeiro, Brasile     | La vittoria di Silva è stata ribaltato in un No Contest a causa di errore arbitrale. |
| Vittoria   | 15-6      | Jamie Varner          | Sottomissione (rear-naked choke)          | UFC on Fox: dos Santos vs. Miocic                      | 13 dicembre 2014  | 1     | 1:52  | Phoenix, Stati Uniti        |                                                                                      |
| Sconfitta  | 14-6      | Nick Hein             | Decisione (unanime)                       | UFC Fight Night: Munoz vs. Mousasi                     | 31 maggio 2014    | 3     | 5:00  | Berlino, Germania           |                                                                                      |
| Sconfitta  | 14-5      | Sean Spencer          | Decisione (unanime)                       | The Ultimate Fighter: Team Rousey vs. Team Tate Finale | 30 novembre 2013  | 3     | 5:00  | Las Vegas, Stati Uniti      | Incontro pesi welter                                                                 |
| Vittoria   | 14-4      | Tony Sims             | Decisione (non unanime)                   | Fight To Win: Prize Fighting Championship 4            | 18 ottobre 2013   | 3     | 5:00  | Denver, Stati Uniti         |                                                                                      |
| Vittoria   | 13-4      | T.J. O'Brien          | Sottomissione (rear-naked choke)          | Victory Fighting Championship 40                       | 27 luglio 2013    | 2     | 3:57  | Ralston, Stati Uniti        |                                                                                      |
| Vittoria   | 12-4      | Aaron Derrow          | Decisione (unanime)                       | Centurion Fights                                       | 1 marzo 2013      | 3     | 5:00  | Saint Joseph, Stati Uniti   |                                                                                      |
| Vittoria   | 11-4      | Sean Wilson           | Sottomissione (rear-naked choke)          | Disorderly Conduct 15: Resolution                      | 26 gennaio 2013   | 1     | 4:58  | Omaha, Stati Uniti          |                                                                                      |
| Vittoria   | 10-4      | Roberto Rojas Jr.     | Sottomissione (rear-naked choke)          | Victory Fighting Championship 38                       | 15 dicembre 2012  | 1     | 3:29  | Ralston, Stati Uniti        |                                                                                      |
| Sconfitta  | 9-4       | Will Brooks           | Decisione (unanime)                       | Disorderly Conduct 10: The Yin and The Yang            | 10 agosto 2012    | 3     | 5:00  | Omaha, Stati Uniti          | Incontro catchweight (162 lbs)                                                       |
| Vittoria   | 9-3       | Ted Worthington       | Sottomissione (verbale)                   | Victory Fighting Championship 37                       | 13 aprile 2012    | 3     | 1:36  | Council Bluffs, Stati Uniti |                                                                                      |
| Vittoria   | 8-3       | Jordan Johnson        | KO tecnico (pugni)                        | Disorderly Conduct 4: Turf War                         | 4 aprile 2011     | 2     | 0:30  | Omaha, Stati Uniti          |                                                                                      |
| Vittoria   | 7-3       | Sam Jackson           | Decisione (unanime)                       | Victory Fighting Championship 35                       | 30 luglio 2011    | 3     | 5:00  | Council Bluffs, Stati Uniti |                                                                                      |
| Sconfitta  | 6-3       | Ramiro Hernandez      | KO (pugni)                                | Victory Fighting Championship 34                       | 1 aprile 2011     | 1     | 2:29  | Council Bluffs, Stati Uniti |                                                                                      |
| Vittoria   | 6-2       | Bobby Cooper          | Decisione (unanime)                       | Titan FC 16                                            | 28 gennaio 2011   | 3     | 5:00  | Kansas City, Stati Uniti    | Incontro catchweight (165 lbs)                                                       |
| Vittoria   | 5-2       | Kody Frank            | KO tecnico (pugni)                        | Victory Fighting Championship 33                       | 11 dicembre 2010  | 2     | 3:44  | Council Bluffs, Stati Uniti |                                                                                      |
| Vittoria   | 4-2       | Steve Simmons         | KO tecnico (pugni)                        | Fight To Win: The Professionals                        | 12 novembre 2010  | 3     | 1:37  | Denver, Stati Uniti         |                                                                                      |
| Vittoria   | 3-2       | Jimmy Seipel          | KO tecnico (pugni e gomitate)             | VFC 32: Dober vs. Seipel 2                             | 30 luglio 2010    | 2     | 3:16  | Council Bluffs, Stati Uniti | Ritorno nei pesi leggeri.                                                            |
| Vittoria   | 2-2       | Nick Nolte            | Sottomissione (arm-triangle choke)        | Bellator 16                                            | 29 aprile 2010    | 1     | 4:45  | Kansas City, Stati Uniti    | Debutto nei pesi welter.                                                             |
| Sconfitta  | 1-2       | Brandon Girtz         | Decisione (unanime)                       | VFC 29: The Rising                                     | 13 novembre 2009  | 3     | 5:00  | Council Bluffs, Stati Uniti |                                                                                      |
| Sconfitta  | 1-1       | Chase Hackett         | Decisione (unanime)                       | FTW: Featherweight Grand Prix Final Round              | 12 settembre 2009 | 3     | 5:00  | Denver, Stati Uniti         |                                                                                      |
| Vittoria   | 1-0       | Frank Caraballo       | KO tecnico (pugni)                        | VFC 28: Throwdown                                      | 29 luglio 2009    | 2     | 3:58  | Council Bluffs, Stati Uniti |                                                                                      |